# Dani Filth
Dani Filth, nome d'arte di Daniel Lloyd Davey (Hertford, 25 luglio 1973), è un cantante inglese che milita nel gruppo symphonic black metal Cradle of Filth e nei Devilment.

## Biografia
Dani è nato il 25 luglio 1973 da Susan Janet Moore e Lawrence John Davey, primogenito tra quattro fratelli. Sin da giovane ha seguito con attenzione la letteratura (è affascinato da scrittori come Lovecraft) ed ha esordito come cantante nelle band Carnival Fruitcake, The Lemon Grove Kids, PDA e Feast of Excrement. Tra le sue maggiori influenze cita Black Sabbath, Slayer, Iron Maiden, Venom, Judas Priest, Emperor, Destruction, Beatles, Misfits, Paradise Lost ed il film d'animazione The Nightmare Before Christmas.
Coniugando questi stili, ha dato vita ai Cradle of Filth. In questa band, Dani svolge tutt'oggi il ruolo, di maggiore compositore, oltre che di cantante, distinguendosi sia per i suoi Scream sovracuti e aquilini sia per la sua penna accurata e ricca di cultura occulta. I suoi testi parlano di leggende, misticismo, erotismo, esoterismo, satanismo.
Ha sposato la moglie Toni, il 31 ottobre 2005 a Ipswich. I due hanno una figlia, Luna Scarlett, nata l'8 febbraio 1999.

## Carriera
I Cradle of Filth sono la band attuale e primaria di Dani Filth. All'età di 18 anni, Filth ha trovato lavoro in un ristorante cinese. In seguito ha scelto la sua carriera musicale nel corso di uno stage presso un giornale, la sua rubrica "Dani's Inferno" ha funzionato per due anni in Metal Hammer verso la fine degli anni 90.
Ha co-scritto e pubblicato The Gospel of Filth con Gavin Baddeley. Il libro, che Dani descrive come uno "studio occulto", presenta contributi di Clive Barker, Christopher Lee e Ingrid Pierson. È stato accusato più volte di essere un satanista, ma ha respinto queste voci, affermando invece di essere "più che altro luciferiano."
Lontano dai Cradle, Filth è apparso sul Roadrunner United CD nel 2005 (contribuendo alla voce in "Dawn of a Golden Age"). Ha anche sostenuto una manciata di ruoli cinematografici e televisivi. Nel 2003 ha fornito la voce del protagonista omonimo nel lungometraggio di animazione Dominator.
Si è classificato 95º nella Hit Parader's Top 100 Metal Vocalist of All Time.
Filth ha registrato "(She's) The Mother of Tears" con Claudio Simonetti e la band di Simonetti, Daemonia, per la colonna sonora del film di Dario Argento  "La terza madre"  (uscito nei paesi anglosassoni con il titolo, appunto, "Mother of Tears")
Chris Motionless, cantante della band Motionless in White, ha rivelato in un'intervista alla rivista Kerrang! che Filth sarebbe apparso nel loro album Reincarnate, uscito il 15 settembre 2014. Lui ha fornito la voce per la canzone "Puppets 3 (The Grand Finale)".

## Cradle of Fear
Nel 2000 Filth è apparso nel film Cradle of Fear come L'Uomo, uno psicopatico squilibrato che si vendica sui persecutori del padre. Altri protagonisti del film sono David McEwen, Edmund Dehn, Emily Booth, Eileen Daly, Rebecca Eden e Emma Rice. La frase di lancio del film, presente su alcuni manifesti, era "Non è se muoiono ... È come ..."

## Discografia

### con i Cradle of Filth
- 1994 - The Principle of Evil Made Flesh
- 1996 - V Empire or Dark Faerytales in Phallustein
- 1996 - Dusk... and Her Embrace
- 1998 - Cruelty and the Beast
- 1999 - From the Cradle to Enslave
- 2000 - Midian
- 2001 - Bitter Suites to Succubi

- 2003 - Damnation and a Day
- 2004 - Nymphetamine
- 2006 - Thornography

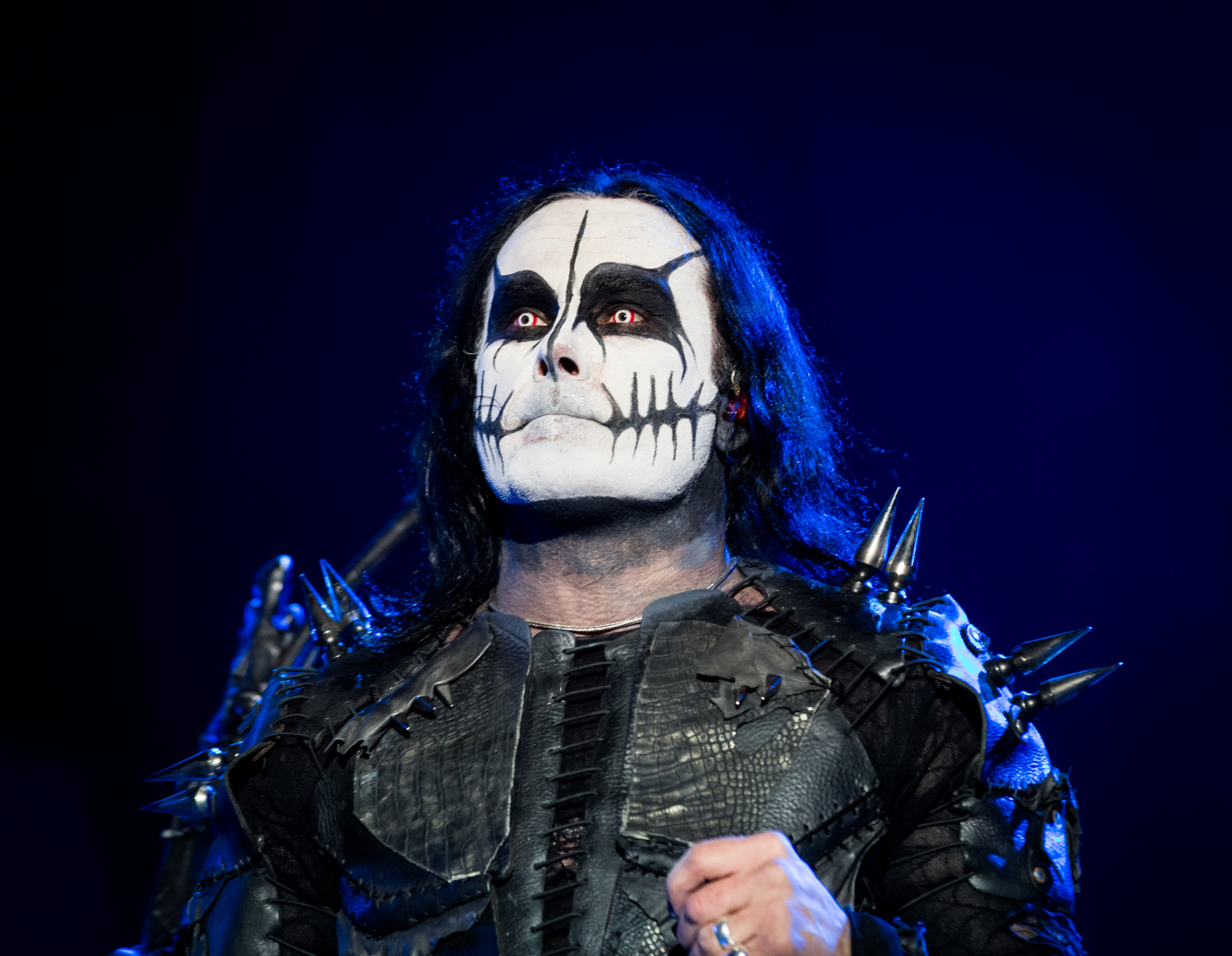
Dani Filth nel 2015

- 2008 - Godspeed on the Devil's Thunder
- 2010 - Darkly, Darkly, Venus Aversa
- 2011 - Evermore Darkly...
- 2012 - The Manticore and Other Horrors
- 2015 - Hammer of the Witches
- 2017 - Cryptoriana - The Seductiveness of Decay
- 2021 - Existence Is Futile

### con i Devilment
- 2014 - The Great Secret Show
- 2016 - Devilment II - The Mephisto Waltzes

### Apparizione come ospite
- Christian Death – "Zodiac (He Is Still Out There...)" e "Peek a Boo" dall'album Born Again Anti Christian (2000)
- Obsidian – "Massada" da On the Path of Others We Feed (EP) (2000)
- Dr. Haze & the Circus of Horrors – "Judgment Day" dall'album The Circus of Horrors (Welcome to the Freakshow) (2001)
- Roadrunner United – voce solista su "Dawn of a Golden Age" (2005)
- Claudio Simonetti – "Mater Lacrimarum" con The Third Mother Colonna sonora (2007)
- Sarah Jezebel Deva – "This Is My Curse" da Malediction EP (2012)
- Motionless in White – "Puppets 3 (The Grand Finale)" dall'album Reincarnate (2014)
- Schoolcraft – "Fading Star" (2014)
- Simone Simons – "The Creator and the Destroyer" dall'opera rock Karmaflow (2015)
- Eastern Front – "Crimson Mourn" dall'album EmpirE (2016)
- Bring Me the Horizon – "Wonderful Life" dall'album Amo (2019) (#35 US Billboard Hot Mainstream Rock Tracks)[1]
- Tank – "Shellshock" dall'album Re-Ignition (2019)
- The 69 Eyes - "Two Horns Up" e "The Last House on the Left" dall'album West End (2019) (con Wednesday 13 e Calico Cooper)
- Twiztid – "Neon Vamp" dall'album Unlikely Prescription (2021)
- Kreator – "Betrayer" dall'album dal vivo Live at Bloodstock 2021 (2022)

## Filmografia parziale
- 2001 - Cradle of Fear (Cradle of Fear), regia di Alex Chandon